# La Maison de la radio (film, 2013)
Pour les articles homonymes, voir Maison de la Radio.
Pour plus de détails, voir Fiche technique et Distribution.
La Maison de la radio est un documentaire franco-japonais de Nicolas Philibert sorti en 2013.

## Synopsis
Une plongée dans les coulisses de Radio France, à la découverte de ce qui échappe habituellement aux regards.

## Fiche technique
- Titre : La Maison de la radio
- Réalisation : Nicolas Philibert
- Photographie : Katell Djian
- Montage : Nicolas Philibert
- Sociétés de production : Les Films d'ici, Longride Inc, Arte France Cinéma, Cofinova 7
- Pays d'origine :  France,  Japon
- Langue originale : français
- Format : couleur - 1.85:1 - Dolby
- Genre : documentaire
- Durée : 1h43 minutes
- Date de sortie : 3 avril 2013

## Distinctions

### Récompense
- Étoiles d'or du cinéma français 2014 : meilleur film documentaire[1]

### Nominations
- Festival du film de Londres 2013 : sélection « Documentary Competition »
- Festival du film de Sydney 2013 : sélection « International Documentaries »
- Festival international du film de Vancouver 2013
- Césars du cinéma 2014 : Meilleur film documentaire